# Paul Knochel
Paul Knochel (Strasburgo, 15 novembre 1955) è un chimico francese.
Nel campo della chimica metallorganica è famoso per i "cuprati di Knochel", reattivi di organo-rame di formula generale RCu(CN) ZnX.

## Vita
Paul Knochel è nato a Strasburgo nel 1955. Dopo aver studiato chimica presso l'Università di Strasburgo ha conseguito il dottorato presso il Politecnico federale di Zurigo con Dieter Seebach nel 1982. Nei quattro anni seguenti ha studiato reazioni di zinco allili e sintesi di composti bimetallici di zinco e magnesio presso il CNRS dell'Università Pierre e Marie Curie di Parigi nel gruppo di Jean Normant. In seguito ha trascorso un anno di post-dottorato studiando complessi indolici di cromo areni all'Università di Princeton presso Martin F. Semmelhack. Nel 1987 è diventato professore assistente presso l'Università del Michigan, dove è stato nominato professore nel 1991. Nel 1992 è diventato professore di chimica organica all'Università di Marburgo. Dal 1999 è professore di chimica organica all'Università Ludwig Maximilian di Monaco.

## Ricerche
Gli argomenti di ricerca di Paul Knochel riguardano lo sviluppo di nuovi composti organometallici e il loro utilizzo nella sintesi organica, nella catalisi asimmetrica e nella sintesi di prodotti naturali.

## Opere
Oltre a numerosi articoli su riviste specialistiche, Knochel è autore dei seguenti testi:
- (EN) P. Knochel e P. Jones, Organozinc Reagents: A Practical Approach, Oxford University Press, 1999, ISBN 978-0198501213.
- (EN) P. Knochel, Handbook Of Functionalized Organometallics: Applications in Synthesis, Wiley-VCH, 2005, ISBN 978-3527311316.
- (EN) P. Knochel (a cura di), Comprehensive Organometallic Chemistry III: Volume 9: Applications - Main group organometallics in organic synthesis, Elsevier, 2006, ISBN 978-0080445991.
- (EN) P. Knochel (a cura di), Modern Solvents in Organic Synthesis, Springer, 2013, ISBN 978-3662156360.
- (EN) P. Knochel e G. A. Molander (a cura di), Comprehensive Organic Synthesis, 2ª ed., Elsevier, 2014, ISBN 978-0080977423.

## Riconoscimenti
Knochel ha ricevuto numerosi riconoscimenti nazionali e internazionali per la sua attività di ricerca. Tra i più significativi:
- Medaglia Berthelot della Accademia francese delle scienze 1992
- IUPAC Thieme Prize 1994
- Premio Otto Bayer 1995
- Premio Gottfried Wilhelm Leibniz 1997
- Membro della Accademia francese delle scienze 2007
- Membro della Accademia bavarese delle scienze 2008
- Premio Karl Ziegler 2009
- Membro della Accademia Cesarea Leopoldina 2009
- Nominato Cavaliere dell'Ordine nazionale al merito (Francia) 2013